# 池田久美子 (AV女優)
池田 久美子（いけだ くみこ、1976年5月2日 - ）は、日本の元AV女優。血液型：A型 身長：153cm スリーサイズ B：82（B-70） W：60 H：87。東京都出身。

## 略歴
1996年 - 池田久美子の名では『恥めまして!!』でAVデビュー。1999年12月10日、KUKI20周年を記念した「KUKI人気女優BESTシリーズ」のVOL1に桂木ゆみととも選ばれた

## 出演作品

### アダルトビデオ
- 恥めまして!!（1996年6月29日、KUKI / VINL）[2]
- ディープFUCK（1996年7月14日、宇宙企画）[1][2]
- シャド−SEXY（1996年8月18日、宇宙企画）[1][2]
- 女教師監禁調教2（1996年9月17日、KUKI / VINL）[2]
- Debut!3（1997年1月17日、KUKI）他出演:持田薫[2]
- 桃尻大制服（1997年2月21日、笠倉出版社）
- THEリターンFUCK 真夜中のフィナーレ（1997年5月18日、アクセラ）
- 女教師の生下着（1997年12月12日、KUKI）他出演:田崎由希、持田薫、神代弓子、飯島恋
- VINILハウスの果実たち3（1998年4月10日、KUKI）他出演:寺尾佑理、愛田るか、花形茉歩、松永夏奈、木原まみ、斉藤ゆみ、鮎川はるな[2]
- KUKI人気女優BEST VOL1（1999年12月10日、KUKI）他出演:桂木ゆみ[2]
- 淫欲の女教師たち2（2000年6月16日、KUKI）他出演:水野愛、飯島恋[2]
- 淫欲の刻印（プラネット）

- AV20年史 Deluxe 2（2008年3月5日、メディアバンク）他出演:冴島奈緒、鈴木麻奈美、浅倉舞、宏岡みらい、松坂季実子、小沢まどか、山咲あかり、後藤えり子、五島めぐ、結城杏奈（結城アンナ）、橘ますみ、可愛ゆう、一ノ瀬茜、安藤有里（高倉みなみ）、鮎川真理、水樹綾乃、村上麗奈、沢口梨々子、流星ラム（安藤綾）、葉山レイコ、野原夕里香、青沼ちあさ、木原れい、憂木瞳（中山アンナ）、矢吹まりな、北原ななせ、美里真理、飯島愛、白崎るみ、嶋田琴美、朝岡実嶺、林由美香[1]
- 女子校生20年史 Deluxe 2（2009年3月22日、メディアバンク）他出演:浜田ルミ、小沢奈美、三浦しほ、水樹綾乃、本木まり子、風吹まりあ、鹿島さき、榊ありな、宮島さえ、五島めぐ、後藤えり子、後藤沙貴、高樹陽子、小室友里

## 書籍

### 写真集
- 微熱（斉木弘吉撮影、1997年1月20日、英知出版）ISBN 9784754211448

### 雑誌
- オレンジ通信 1995年12月号（表紙）